# Huttons pijlstormvogel
De Huttons pijlstormvogel (Puffinus huttoni) is een zeevogel uit de familie van de stormvogels en pijlstormvogels (Procellariidae). Het is een bedreigde, endemische broedvogel van Nieuw-Zeeland. De soort werd in 1912 door Gregory Mathews beschreven en als eerbetoon vernoemd naar de Brits/Nieuw-Zeelandse bioloog Frederick Wollaston Hutton.

## Kenmerken
De vogel is 38 cm lang. Het is een middelgrote pijlstormvogel en zoals de meesten soorten zwart van boven het wit van onder. De vogel is lastig te onderscheiden van de vlinderpijlstormvogel (P. gavia). Bij laatstgenoemde pijlstormvogel is de overgang van het zwart op de kop en het wit van de kin duidelijker. Huttons pijlstormvogel heeft een langere savel, is grijzer op de keel en meer grijs op de onderstaartdekveren en is donkerder zwart van boven.

## Voorkomen
Huttons pijlstormvogel broedt in het aan de zeezijde gelegen deel van de  Kaikoura Ranges ten noordoosten van het Zuidereiland van Nieuw-Zeeland. De vogel graaft nestholen in de alpiene zone in berghellingen tussen de 1200 en 1800 m boven zeeniveau. Buiten de broedtijd verblijft de vogel in volle zee over een groot zeegebied dat reikt tot de noord- en zelfs zuidwestkust van Australië waar de vogel zich voedt met kleine vis en krill.

## Status
Huttons pijlstormvogel  heeft een beperkt broedgebied en daardoor is de kans op uitsterven aanwezig. De grootte van de populatie werd in 2004 door BirdLife International geschat op 300 tot 350 duizend individuen en de populatie-aantallen nemen af door habitatverlies. Verwilderde varkens woelen de broedgebieden om, ingevoerde marterachtigen vreten broedvogels, kuikens en eieren op en het zeegebied in de omgeving van de broedgebieden wordt overbevist waardoor oudervogels onvoldoende voedsel vinden voor hun jongen. Om deze redenen staat deze soort als bedreigd op de Rode Lijst van de IUCN.

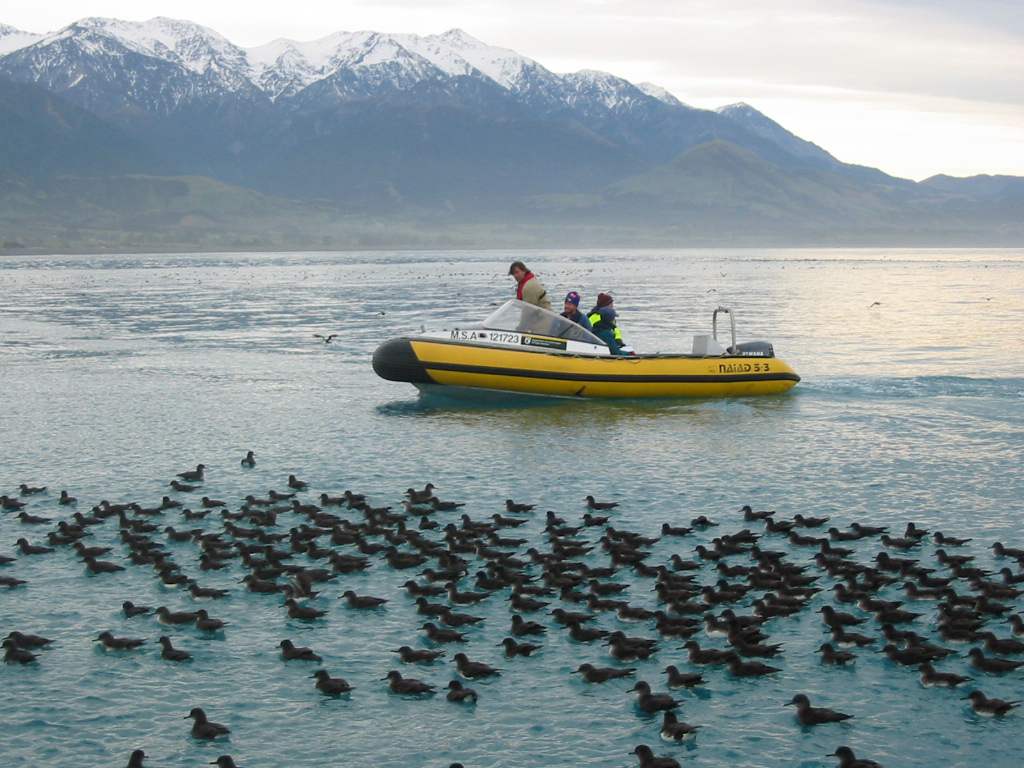
Huttons pijlstormvogels rustend op het water
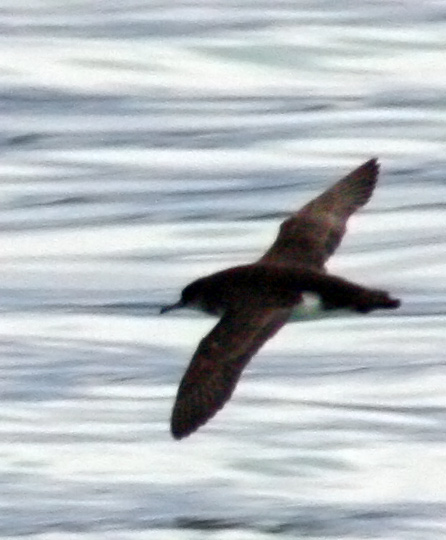
In vlucht
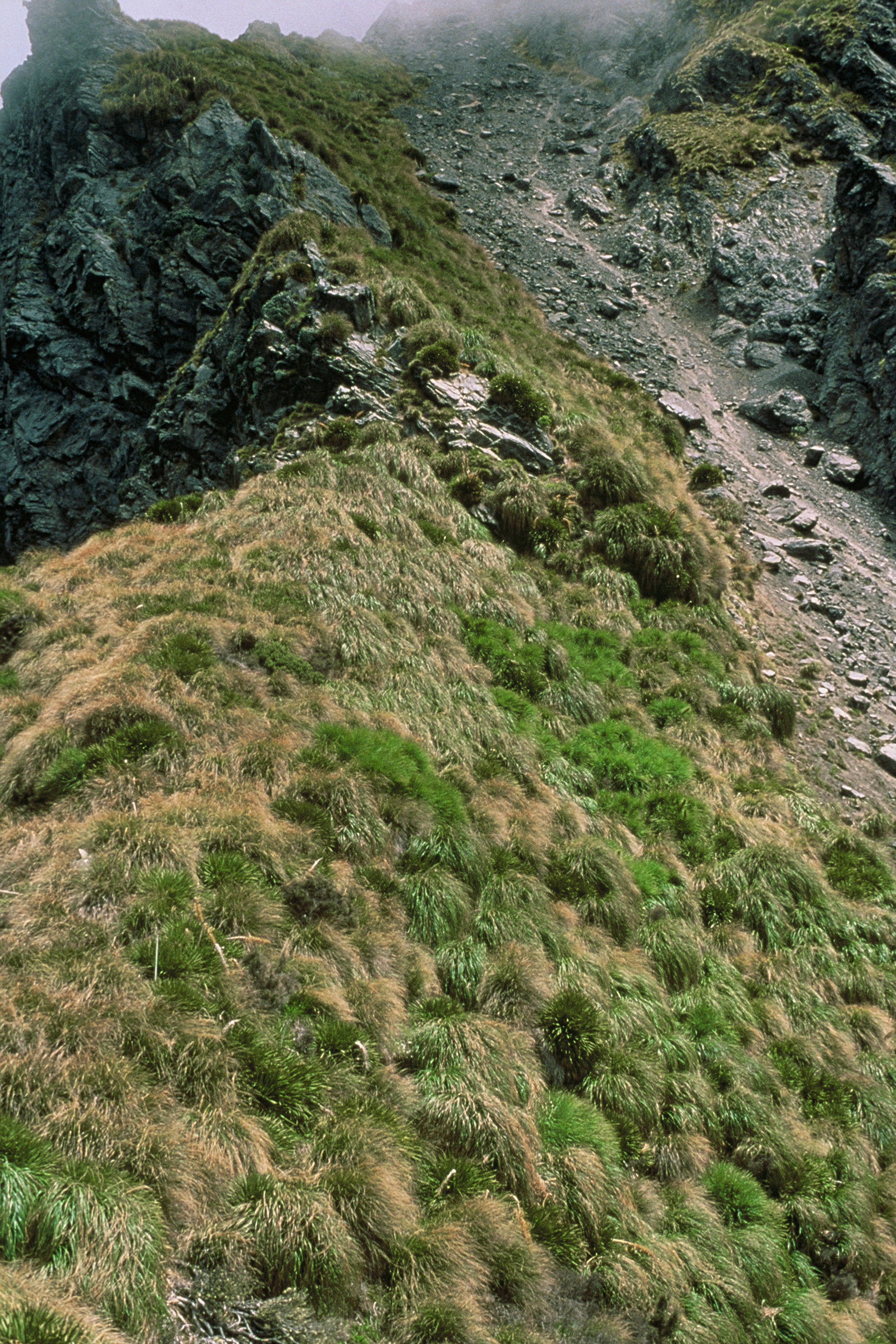
Broedhabitat in de Kaikoura Ranges